# (741) Ботольфия
(741) Ботольфия (лат. Botolphia) — астероид главного пояса, который относится к спектральному классу X. Он был открыт 10 февраля 1913 года американским астрономом Джоэлом Меткалфом в обсерватории Уинчестера и назван в честь христианского святого Ботольфа, жившего в Англии в VII веке.

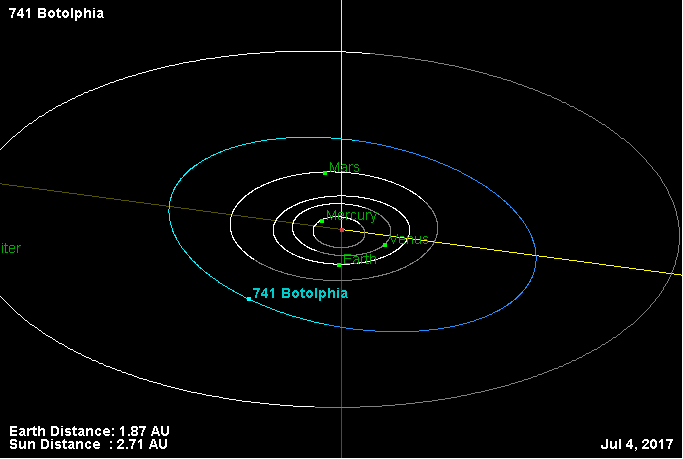
Орбита астероида Ботольфия и его положение в Солнечной системе

Тиссеранов параметр относительно Юпитера — 3,340.